# 李元善 (萬曆舉人)
李元善，山東承宣佈政使司蓬萊縣人。明朝解元、政治人物。

## 生平
萬曆四十三年（1615年），中式乙卯科山東鄉試第一名舉人（解元）。崇禎四年（1631年），任河南項城縣知縣。